# KFPW-FM
KFPW-FM is een commercieel radiostation in Barling, die uitzendt in het Fort Smith-gebied op 94,5FM. KFPW-FM draait voornamelijk classic rock, in een radioformat dat "The Fort 94.5" heet. Het station is opgericht in de jaren negentig en wordt beheerd door Pharris Broadcasting. 